# Olenecamptus diversemaculatus
Olenecamptus diversemaculatus är en skalbaggsart som beskrevs av Stefan von Breuning 1938. Olenecamptus diversemaculatus ingår i släktet Olenecamptus och familjen långhorningar. Inga underarter finns listade i Catalogue of Life.